# Tîrlova Balka, Ustînivka
Tîrlova Balka (în ucraineană Тирлова Балка) este un sat în comuna Dîmîtrove din raionul Ustînivka, regiunea Kirovohrad, Ucraina.

## Demografie
Componența lingvistică a localității Tîrlova Balka
     Ucraineană (97,26%)
     Rusă (2,28%)
     Alte limbi (0,46%)
Conform recensământului din 2001, majoritatea populației localității Tîrlova Balka era vorbitoare de ucraineană (97,26%), existând în minoritate și vorbitori de rusă (2,28%).